# Dardurus tamborinensis
Espèce
Dardurus tamborinensis est une espèce d'araignées aranéomorphes de la famille des Amaurobiidae.

## Distribution
Cette espèce est endémique du Queensland en Australie. Elle se rencontre sur le mont Tamborine.

## Description
La carapace de la femelle holotype mesure 1,22 mm de long sur 0,84 mm et l'abdomen 1,34 mm de long sur 0,90 mm et la carapace du mâle paratype mesure 1,34 mm de long sur 0,88 mm et l'abdomen 1,24 mm de long sur 0,82 mm.

## Étymologie
Son nom d'espèce, composé de tamborine et du suffixe latin -ensis, « qui vit dans, qui habite », lui a été donné en référence au lieu de sa découverte, le mont Tamborine.

## Publication originale
- Davies, 1976 : Dardurus, a new genus of amaurobiid spider from eastern Australia, with descriptions of six new species. Memoirs of the Queensland Museum, vol. 17, p. 399-411 (texte intégral).